# ロック・ミー・ハムレット!
『ロック・ミー・ハムレット!』（原題：Hamlet 2）は、2008年に製作されたアメリカのコメディ映画である。

## 概要
『ナイト ミュージアム』などで知られるイギリス出身の人気コメディアンスティーヴ・クーガンが主演している。とある冴えない俳優兼高校教師が、シェイクスピアの『ハムレット』に大胆に手を加え、高校生らと共にSFミュージカルに仕立て上げるというユーモラスな作品になっている。共演には、2度アカデミー賞にノミネートされたキャサリン・キーナーをはじめ、『スクリーム』のデヴィッド・アークエット、コメディアンのエイミー・ポーラー、そしてエリザベス・シューが本人役で脇を固めている。

## あらすじ
舞台はアリゾナ州ツーソン。かつては賞レースを疾走する偉大な俳優を目指していたダナ・マーシュス（スティーヴ・クーガン）。しかし現実は厳しく、ふたを開ければテレビ・コマーシャルの安っぽい宣伝俳優として一応活動し、ガソリン代にもならない高校の演劇科の生徒指導でなんとか生計を立てている（そのために学校へはローラースケートで行くことにしている）しがない男である。妻のブリー（キャサリン・キーナー）や居候のゲイリー（デヴィッド・アークエット）らともいまいちな生活を送り、高校の演劇クラスには生徒が2人しかおらず、校内新聞の記者には率直な感想を書かれる。ある日、のきなみ潰された文化系の学科の中で残された彼の演劇クラスに、大量のラテン系の生徒たちが、楽そうという理由でなだれ込んでくる。やる気のない彼らに怒り心頭のダナだったが、なんとか平常心を保ちながら教壇に立つ。
そんな彼のもとに、高校の校長（マーシャル・ベル）から、予算削減のために演劇クラスを閉鎖するという通告が届く。なんとかクラスを存続させようと、ダナは悲劇の戯曲として知られるシェイクスピアの『ハムレット』の続編を思いつく。しかしその内容は、現代に蘇ったイエス・キリスト（現代風かつ不良っぽくアレンジされている）が、タイムマシンを使って彼と同じ父親コンプレックスのハムレットを助けるという奇想天外なもので、まわりの人たちから大反対を受ける。それでもあきらめようとしないダナや、そんなダナの熱意に徐々に賛同してきた生徒たちと、アメリカの言論の自由を支持するユダヤ人弁護士クリケット・フェルドステインの助けもあり、使われていない工場でなんとか上演までこぎつける。
芝居の前日、ダナは妻に見捨てられ、かつてのアルコール依存症がぶりかえして、泥酔状態で公演会場に行くが、生徒たちに励まされて自分を取り戻す。芝居のチケットは完売し、報道や関係者で会場は盛り上がるが、場外ではキリスト教関係団体その他の反対派と、芝居の支持者とで乱闘騒ぎになる。
見事成功をおさめたダナと生徒たちはニューヨークに行き、「どこへ行こうとツーソンよりはマシ」というダナの声に合わせて、大通りを渡る。

## キャスト・スタッフ

### キャスト
| 役名                         | 俳優                         | 日本語吹替 |
| ---------------------------- | ---------------------------- | ---------- |
| ダナ・マーシュズ             | スティーヴ・クーガン         | 岩崎ひろし |
| ブリー・マーシュズ           | キャサリン・キーナー         | 塩田朋子   |
| ゲイリー                     | デヴィッド・アークエット     | 大西健晴   |
| エリザベス・シュー           | エリザベス・シュー           | 佐々木優子 |
| クリケット・フェルドスタイン | エイミー・ポーラー           | 引田有美   |
| ロッカー校長                 | マーシャル・ベル             |            |
| オクタビオ                   | ジョセフ・ジュリアン・ソリア | 桐本琢也   |
| ランド                       | スカイラー・アスティン       |            |
| エピファニー                 | フィービー・ストロール       |            |
| イヴォンヌ                   | メロニー・ディアス           |            |
| チューイ                     | マイケル・エスパーザ         |            |
| ビタミンJ                    | アーニー・パントージャ       |            |
| ヨランダ                     | ナタリー・アメヌラ           |            |

### スタッフ
- 監督：アンドリュー・フレミング
- 製作：エリック・アイズナー、アーロン・ライダー、レオナード・ロシェツキン
- 音楽：ラルフ・サル
- 撮影：アレクサンダー・グラジンスキー
- 編集：ジェフ・フリーマン